# توی، بتنگس
توی، بتنگس (به لاتین: Tuy, Batangas) یک سکونتگاه مسکونی در فیلیپین است که در باتانگا واقع شده‌است.

## خصوصیات
توی ۹۴٫۶۵ کیلومترمربع مساحت و ۴۰٬۷۳۴ نفر جمعیت دارد.